# Calinog
Calinog is een gemeente in de Filipijnse provincie Iloilo op het eiland Panay. Bij de laatste census in 2010 telde de gemeente ruim 54 duizend inwoners.

## Geografie

### Bestuurlijke indeling
Calinog is onderverdeeld in de volgende 59 barangays:
| - Agcalaga - Aglibacao - Aglonok - Alibunan - Badlan Grande - Badlan Pequeño - Badu - Balaticon - Banban Grande - Banban Pequeño - Binolosan Grande - Binolosan Pequeño - Cabagiao - Cabugao - Cahigon - Barrio Calinog - Camalongo - Canabajan - Caratagan - Carvasana | - Dalid - Datagan - Gama Grande - Gama Pequeño - Garangan - Guinbonyugan - Guiso - Hilwan - Impalidan - Ipil - Jamin-ay - Lampaya - Libot - Lonoy - Malaguinabot - Malag-it - Malapawe - Malitbog Centro - Mambiranan - Manaripay | - Marandig - Masaroy - Maspasan - Nalbugan - Owak - Poblacion Centro - Poblacion Delgado - Poblacion Rizal Ilaud - Poblacion Ilaya - Baje San Julian - San Nicolas - Simsiman - Supanga - Tabucan - Tahing - Tibiao - Tigbayog - Toyungan - Ulayan |

## Demografie
Calinog had bij de census van 2010 een inwoneraantal van 54.430 mensen. Dit waren 3.412 mensen (6,7%) meer dan bij de vorige census van 2007. Ten opzichte van de census van 2000 was het aantal inwoners gegroeid met 5.976 mensen (12,3%). De gemiddelde jaarlijkse groei in die periode kwam daarmee uit op 1,17%, hetgeen lager was dan het landelijk jaarlijks gemiddelde over deze periode (1,90%).

De bevolkingsdichtheid van Calinog was ten tijde van de laatste census, met 54.430 inwoners op 274,55 km², 198,3 mensen per km².